# JoAnne Russell
| Posities op de WTA-ranglijst Positie per einde seizoen: \| jaar \| rang enkelspel \| rang dubbelspel \| \| ---- \| -------------- \| --------------- \| \| 1977 \| [2] 15 \| – \| \| 1978 \| [3] 21 \| – \| \| 1979 \| [4] 100 \| – \| \| 1980 \| [5] 21 \| – \| \| 1981 \| [6] 21 \| – \| \| 1982 \| [7] 26 \| – \| \| 1983 \| [8] 35 \| – \| \| 1984 \| 25 \| [9] 34 \| \| 1985 \| 113 \| [10] 34 \| \| 1986 \| 161 \| 35 \| \| 1987 \| 276 \| 88 \| \| 1988 \| – \| 185 \| |                |                 |
| jaar | rang enkelspel | rang dubbelspel |
| 1977 | 15             | –               |
| 1978 | 21             | –               |
| 1979 | 100            | –               |
| 1980 | 21             | –               |
| 1981 | 21             | –               |
| 1982 | 26             | –               |
| 1983 | 35             | –               |
| 1984 | 25             | 34              |
| 1985 | 113            | 34              |
| 1986 | 161            | 35              |
| 1987 | 276            | 88              |
| 1988 | –              | 185             |

JoAnne Carleton Russell (Miami, 30 oktober 1954) is een voormalig tennisspeelster uit de Verenigde Staten van Amerika. Russell was actief in het proftennis van 1975 tot en met 1991. Daarbij won zij één grandslamtitel in het damesdubbelspel, op Wimbledon 1977. In het gemengd dubbelspel bereikte zij de finale van het US Open 1981.

## Loopbaan

### Enkelspel
Russell debuteerde in 1974 op het invitatietoernooi van Tulsa, waar zij meteen de titel won. In 1975 won zij het Mcfarlin Satellite-toernooi in San Antonio (Texas).
Russell speelde voor het eerst op een grandslamtoernooi op het US Open 1975 – zij bereikte de tweede ronde, door de Zuid-Afrikaanse Ilana Kloss te verslaan. Haar beste resultaat op de grandslamtoernooien is het bereiken van de kwartfinale, op Wimbledon 1982, nadat zij de Duitse Sylvia Hanika in de vierde ronde had verslagen.
Russell won in 1984 nog twee WTA-titels in het enkelspel, een in februari op het toernooi van Indianapolis waar zij Française Pascale Paradis in de finale versloeg, de andere titel in september op het toernooi van Richmond waar zij landgenote Michaela Washington in de eindstrijd klopte. Een maand later bereikte zij op het toernooi van Brighton wel de finale, maar voornoemde Hanika nam hier haar revanche.
Haar hoogste notering op de WTA-ranglijst is de 11e plaats, die zij bereikte in 1977.

### Dubbelspel
Russell behaalde in het dubbelspel betere resultaten dan in het enkelspel. Zij trad reeds in 1973 aan op het US Open, samen met landgenote Laurie Tenney. Ook in het dubbelspel speelde Russell in 1974 op voornoemd invitatietoernooi van Tulsa, waar zij ook in deze discipline de titel won, samen met de Australische Donna Stockton.
In 1975 bereikte Russell de finale van het Canadian Open in Toronto, samen met landgenote Jane Stratton – zij verloren de eindstrijd van Julie Anthony en Margaret Court. In 1977 won zij haar enige grandslamtitel, op Wimbledon – met de Australische Helen Cawley aan haar zijde versloeg zij Martina Navrátilová en Betty Stöve. Hiermee steeg Russell naar de eerste plaats op de wereldranglijst in het dubbelspel, ex aequo met Rosie Casals.
In de tachtiger jaren won Russell nog drie WTA-titels, in Indianapolis (1981), in Richmond (1984) en in Palm Beach (1985), alles in de Verenigde Staten.
Haar hoogste notering op de WTA-ranglijst is de 1e plaats, die zij bereikte in juli 1977.

#### Gemengd dubbelspel
In deze discipline bereikte Russell de finale van het US Open 1981, samen met landgenoot Steve Denton.

### Tennis in teamverband
Eénmaal, in 1977, vertegenwoordigde Russell haar land bij de jaarlijkse Wightman Cup. In het Californische Oakland versloegen de Amerikaanse dames hun Britse tegenstandsters met 7–0.

### Latere loopbaan
Russell gaf vanaf 1990 tennislessen, onder meer bij het USTA Junior Development Program en aan de Universiteit van Florida en de Universiteit van Illinois. Daarnaast bleef ze actief tennissen, waarbij zij in 1993 op Wimbledon dubbelspelkampioen 35-plus werd. In 2009 won zij de enkelspeltitel 55-plus van de Babolat World Tennis Classic en de 29th ITF Seniors World Individual Championships. In beide finales versloeg zij Sherri Bronson, die medio 2009 het nummer één op de seniorenwereldranglijst werd. Nog in 2012, op 57-jarige leeftijd, won Russell het USTA National Women's Indoor Championship 35-plus samen met Julie Ogborne.
Haar hoogste positie bij de senioren is de 2e plaats in het enkelspel (1 juni 2009) respectievelijk de 7e plaats in het vrouwendubbelspel (21 mei 2012) en de 2e plaats in het gemengd dubbelspel (20 februari 2012).
Sinds 2010 geeft zij les aan de Riviera Country Club in Pacific Palisades (Californië).

## Palmares
| Legenda                |
| ---------------------- |
| Grandslamtoernooi      |
| Olympische Spelen      |
| Year-End Championships |
| Tier I                 |
| Tier II                |
| Tier III               |
| Tier IV & V            |

### WTA-finaleplaatsen enkelspel
| nr.              | finale     | toernooi         | ondergrond | tegenstandster      | score         |
| ---------------- | ---------- | ---------------- | ---------- | ------------------- | ------------- |
| gewonnen finales |            |                  |            |                     |               |
| 1.               | 1974-05-27 | WTA Tulsa        | gravel     | Mary Hamm           | 6-4, 6-7, 6-4 |
| 2.               | 1984-02-05 | WTA Indianapolis | tapijt (i) | Pascale Paradis     | 7-6, 6-2      |
| 3.               | 1984-09-30 | WTA Richmond     | hardcourt  | Michaela Washington | 6-2, 4-6, 6-2 |
| verloren finales |            |                  |            |                     |               |
| 1.               | 1984-10-28 | WTA Brighton     | tapijt (i) | Sylvia Hanika       | 3-6, 6-1, 2-6 |

### WTA-finaleplaatsen vrouwendubbelspel
| nr.              | finale     | toernooi           | ondergrond | partner          | tegenstandsters                        | score         |         |
| ---------------- | ---------- | ------------------ | ---------- | ---------------- | -------------------------------------- | ------------- | ------- |
| gewonnen finales |            |                    |            |                  |                                        |               |         |
| 1.               | 1974-05-27 | WTA Tulsa          | gravel     | Donna Stockton   | Susan Hagey Sandy Stap                 | 6-1, 5-7, 7-6 |         |
| 2.               | 1977-07-02 | Wimbledon          | gras       | Helen Cawley     | Martina Navrátilová Betty Stöve        | 6-3, 6-3      | details |
| 3.               | 1981-08-09 | WTA Indianapolis   | gravel     | Virginia Ruzici  | Sue Barker Paula Smith                 | 6-2, 6-2      |         |
| 4.               | 1984-09-30 | WTA Richmond       | hardcourt  | Elizabeth Minter | Jennifer Mundel Felicia Raschiatore    | 6-4, 3-6, 7-6 |         |
| 5.               | 1985-03-31 | WTA Palm Beach     | gravel     | Anne Smith       | Laura Gildemeister Gabriela Sabatini   | 1-6, 6-1, 7-6 |         |
| verloren finales |            |                    |            |                  |                                        |               |         |
| 1.               | 1975-08-17 | WTA Toronto        | gravel     | Jane Stratton    | Julie Anthony Margaret Court           | 2-6, 4-6      |         |
| 2.               | 1977-02-27 | WTA Detroit        | tapijt (i) | Janet Newberry   | Martina Navrátilová Betty Stöve        | 3-6, 4-6      |         |
| 3.               | 1977-10-16 | WTA Phoenix        | hardcourt  | Helen Cawley     | Billie Jean King Martina Navrátilová   | 1-6, 5-7      |         |
| 4.               | 1977-11-06 | WTA Palm Springs   | hardcourt  | Helen Cawley     | Françoise Dürr Virginia Wade           | 1-6, 6-4, 4-6 |         |
| 5.               | 1978-02-05 | WTA Chicago        | tapijt (i) | Rosie Casals     | Betty Stöve Evonne Cawley              | 1-6, 4-6      |         |
| 6.               | 1978-10-22 | WTA Brighton       | tapijt (i) | Ilana Kloss      | Betty Stöve Virginia Wade              | 0-6, 6-7      |         |
| 7.               | 1980-03-28 | WTA Carlsbad       | hardcourt  | Rosie Casals     | Laura duPont Pam Shriver               | 7-6, 4-6, 1-6 |         |
| 8.               | 1980-09-14 | WTA Salt Lake City | hardcourt  | Barbara Jordan   | Virginia Ruzici Pam Teeguarden         | 4-6, 5-7      |         |
| 9.               | 1980-11-16 | WTA Amsterdam      | tapijt (i) | Mima Jaušovec    | Hana Mandlíková Betty Stöve            | 6-7, 6-7      |         |
| 10.              | 1981-03-22 | WTA Boston         | tapijt (i) | Virginia Ruzici  | Barbara Potter Sharon Walsh            | 7-6, 4-6, 3-6 |         |
| 11.              | 1981-04-26 | WTA Amelia Island  | gravel     | Virginia Ruzici  | Kathy Jordan Paula Smith               | 3-6, 7-5, 6-7 |         |
| 12.              | 1982-04-11 | WTA Hilton Head    | gravel     | Virginia Ruzici  | Martina Navrátilová Pam Shriver        | 1-6, 2-6      |         |
| 13.              | 1982-05-16 | WTA Lugano         | gravel     | Virginia Ruzici  | Candy Reynolds Paula Smith             | 2-6, 4-6      |         |
| 14.              | 1982-08-08 | WTA Indianapolis   | gravel     | Virginia Ruzici  | Ivanna Madruga-Osses Catherine Tanvier | 5-7, 6-7      |         |
| 15.              | 1982-12-12 | WTA Richmond       | tapijt (i) | Virginia Ruzici  | Rosie Casals Candy Reynolds            | 3-6, 4-6      |         |
| 16.              | 1984-08-11 | WTA Indianapolis   | gravel     | Elise Burgin     | Beverly Mould Paula Smith              | 2-6, 5-7      |         |
| 17.              | 1985-09-22 | WTA Chicago        | tapijt (i) | Elise Burgin     | Kathy Jordan Elizabeth Smylie          | 2-6, 2-6      |         |
| 18.              | 1986-01-26 | WTA Wichita        | tapijt (i) | Anne Smith       | Kathy Jordan Candy Reynolds            | 3-6, 7-6, 3-6 |         |
| 19.              | 1986-05-11 | WTA Houston        | gravel     | Elise Burgin     | Chris Evert-Lloyd Wendy Turnbull       | 2-6, 4-6      |         |

### Finaleplaatsen gemengd dubbelspel
| nr.              | finale     | toernooi | ondergrond | partner      | tegenstanders           | score    |         |
| ---------------- | ---------- | -------- | ---------- | ------------ | ----------------------- | -------- | ------- |
| gewonnen finales |            |          |            |              |                         |          |         |
| geen             |            |          |            |              |                         |          |         |
| verloren finales |            |          |            |              |                         |          |         |
| 1.               | 1981-09-13 | US Open  | hardcourt  | Steve Denton | Anne Smith Kevin Curren | 3-6, 6-7 | details |

## Resultaten grandslamtoernooien
| Legenda | Legenda                          |
| ------- | -------------------------------- |
| g.t.    | geen toernooi gehouden           |
| l.c.    | lagere categorie                 |
| –       | niet deelgenomen                 |
| G       | uitgeschakeld in de groepsfase   |
| 1R      | uitgeschakeld in de eerste ronde |
| 2R      | uitgeschakeld in de tweede ronde |
| 3R      | uitgeschakeld in de derde ronde  |
| 4R      | uitgeschakeld in de vierde ronde |
| KF      | uitgeschakeld in de kwartfinale  |
| HF      | uitgeschakeld in de halve finale |
| F       | de finale verloren               |
| W       | het toernooi gewonnen            |
| w-v     | winst/verlies-balans             |

### Enkelspel
| toernooi        | 1975 | 1976 | 1977 | 1977 | 1978 | 1979 | 1980 | 1981 | 1982 | 1983 | 1984 | 1985 | 1986 | 1987 | w-v   |
| --------------- | ---- | ---- | ---- | ---- | ---- | ---- | ---- | ---- | ---- | ---- | ---- | ---- | ---- | ---- | ----- |
| Australian Open | –    | –    | –    | –    | –    | –    | –    | –    | –    | –    | –    | –    | g.t. | –    | 0-0   |
| Roland Garros   | –    | –    | –    | –    | –    | –    | –    | –    | 2R   | 1R   | 2R   | 1R   | 1R   | –    | 2-5   |
| Wimbledon       | –    | 3R   | 3R   | 3R   | 2R   | 1R   | 4R   | 1R   | KF   | 1R   | –    | 2R   | –    | –    | 13-9  |
| US Open         | 2R   | 3R   | 3R   | 3R   | 2R   | 2R   | 4R   | 3R   | 1R   | 2R   | 1R   | 1R   | 1R   | 1R   | 13-13 |

### Vrouwendubbelspel
| toernooi        | 1973 |    | 1975 | 1976 | 1977 | 1977 | 1978 | 1979 | 1980 | 1981 | 1982 | 1983 | 1984 | 1985 | 1986 | 1987 | 1988 | w-v |
| --------------- | ---- | -- | ---- | ---- | ---- | ---- | ---- | ---- | ---- | ---- | ---- | ---- | ---- | ---- | ---- | ---- | ---- | --- |
| Australian Open | –    | –  | –    | –    | –    | –    | –    | –    | –    | –    | –    | –    | –    | g.t. | –    | –    | 0-0  |     |
| Roland Garros   | –    | –  | –    | –    | –    | –    | –    | –    | –    | 2R   | 2R   | –    | 1R   | 1R   | 1R   | 2R   | 3-6  |     |
| Wimbledon       | –    | –  | 3R   | W    | W    | KF   | 1R   | 3R   | 3R   | KF   | 2R   | –    | –    | KF   | 3R   | 1R   | 10-5 |     |
| US Open         | 1R   | KF | 1R   | 2R   | 2R   | 2R   | 2R   | 3R   | KF   | KF   | KF   | 3R   | KF   | 3R   | 1R   | –    | 13-6 |     |

### Gemengd dubbelspel
| toernooi        | 1976 | 1977 | 1977 | 1978 | 1979 | 1980 | 1981 | 1982 | 1983 | 1984 | 1985 | 1986 |    | 1988  | w-v |
| --------------- | ---- | ---- | ---- | ---- | ---- | ---- | ---- | ---- | ---- | ---- | ---- | ---- | -- | ----- | --- |
| Australian Open | g.t. | g.t. | g.t. | g.t. | g.t. | g.t. | g.t. | g.t. | g.t. | g.t. | g.t. | g.t. | –  | 0-0   |     |
| Roland Garros   | –    | –    | –    | –    | –    | –    | –    | –    | 3R   | –    | –    | –    | 1R | 1-2   |     |
| Wimbledon       | –    | –    | –    | KF   | 2R   | 3R   | –    | KF   | 3R   | –    | –    | –    | –  | 7-4   |     |
| US Open         | 1R   | KF   | KF   | KF   | 1R   | 1R   | F    | 1R   | KF   | 1R   | KF   | 1R   | –  | 12-11 |     |